# Алаг-Цар-Гол
Алаг-Цар-Гол или Алаг-Цаар-Гол — река в центральной части аймака Хувсгел на севере Монголии. Течёт по территории сомона Алаг-Эрдэнэ. Впадает в озеро Хубсугул, относящееся к бассейну Селенги.
Длина реки составляет 31 км. Максимальный расход воды около устья — 130 м³/с.
Алаг-Цар-Гол начинается с высоты примерно 1900 м над уровнем моря на северных склонах западной оконечности хребта Ушгарын-Нуру. От истока течёт на северо-восток, но вскоре поворачивает на северо-запад около перевала Даган-Даба; в нижней половине течёт в основном на север. Впадает в залив южной окраины озера Хубсугул на высоте 1645 м над уровнем моря, между хребтом Сагсагийн-Нуру и горой Доншиг-Толгой.